# Museu Nacional Ferroviário
Das Museu Nacional Ferroviário (MNF) (Nationales Eisenbahnmuseum) ist das größte Eisenbahnmuseum in Portugal.

## Geografische Lage
Das Museum liegt in Entroncamento und in der Nähe von dessen Bahnhof, einem Knotenpunkt im Netz der portugiesischen Eisenbahn. Das Museum befindet sich auf einem 4,5 Hektar großen Gelände, das 19 Gleise und historische Eisenbahngebäude umfasst, darunter das ehemalige Ausbesserungswerk für Dampflokomotiven. Die Adresse lautet: R. Ferreira de Mesquita 1-A, PT-2330-152 Entroncamento.

## Geschichte

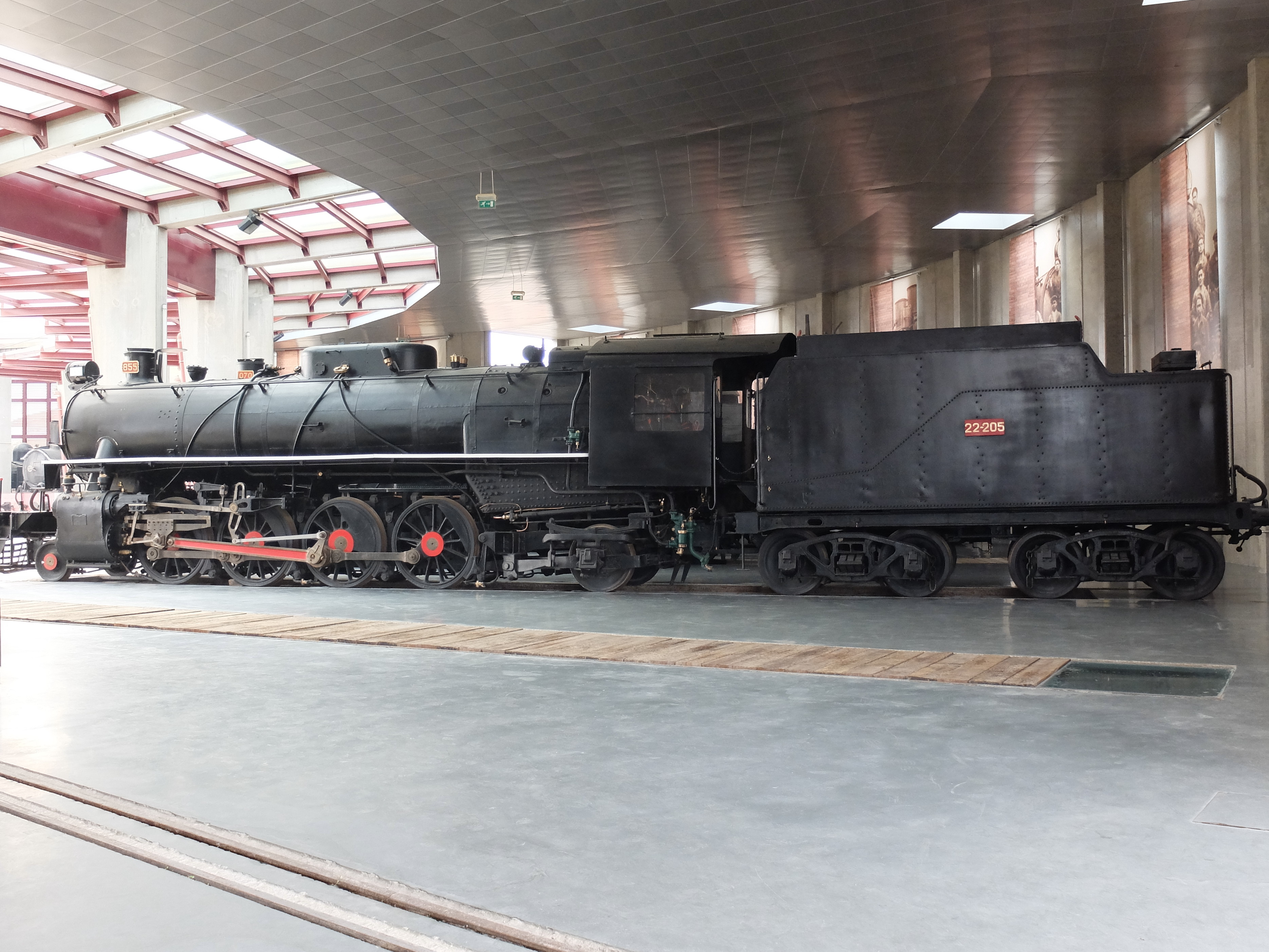
CP 855

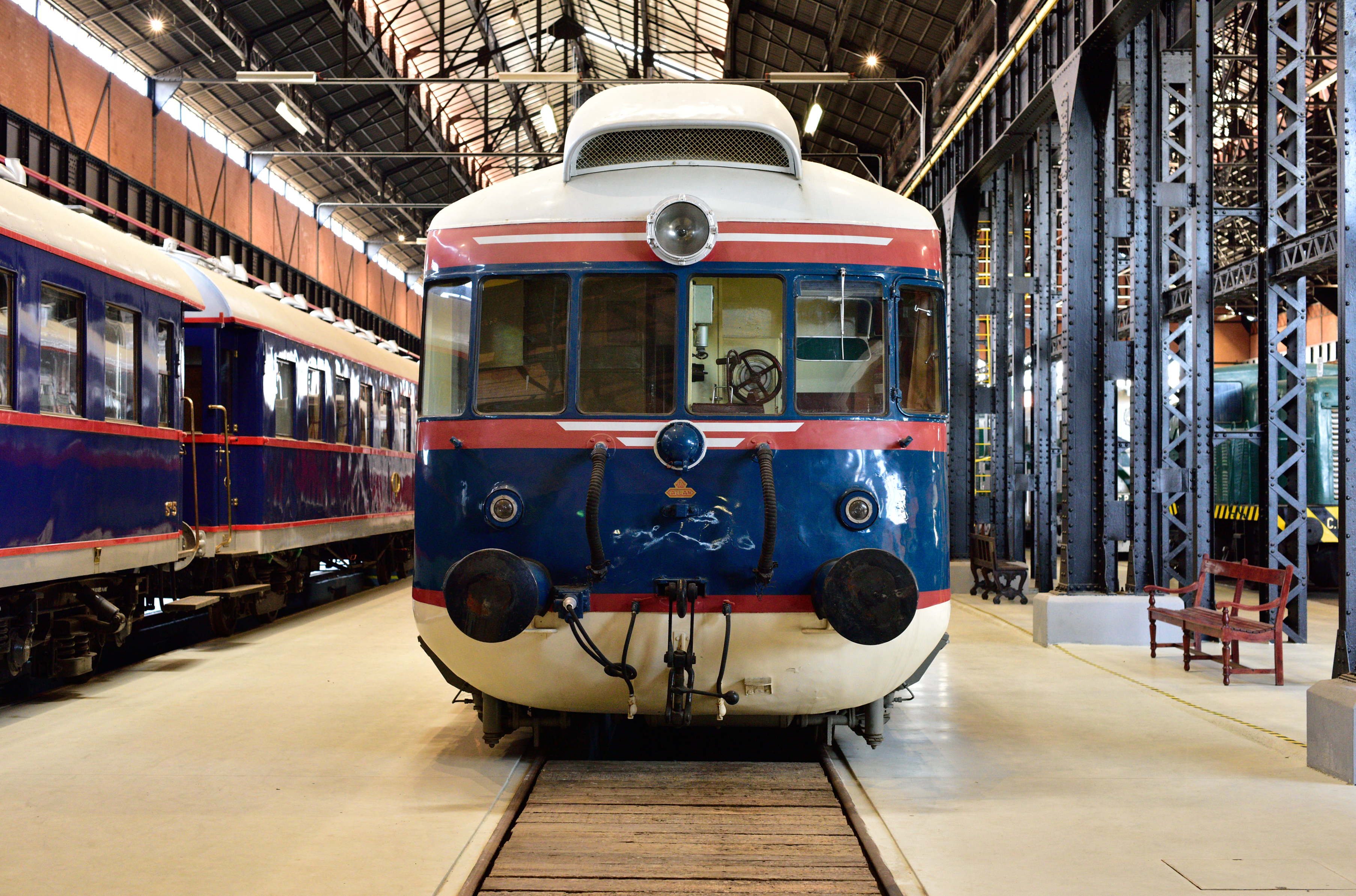
Dieseltriebwagen 0304

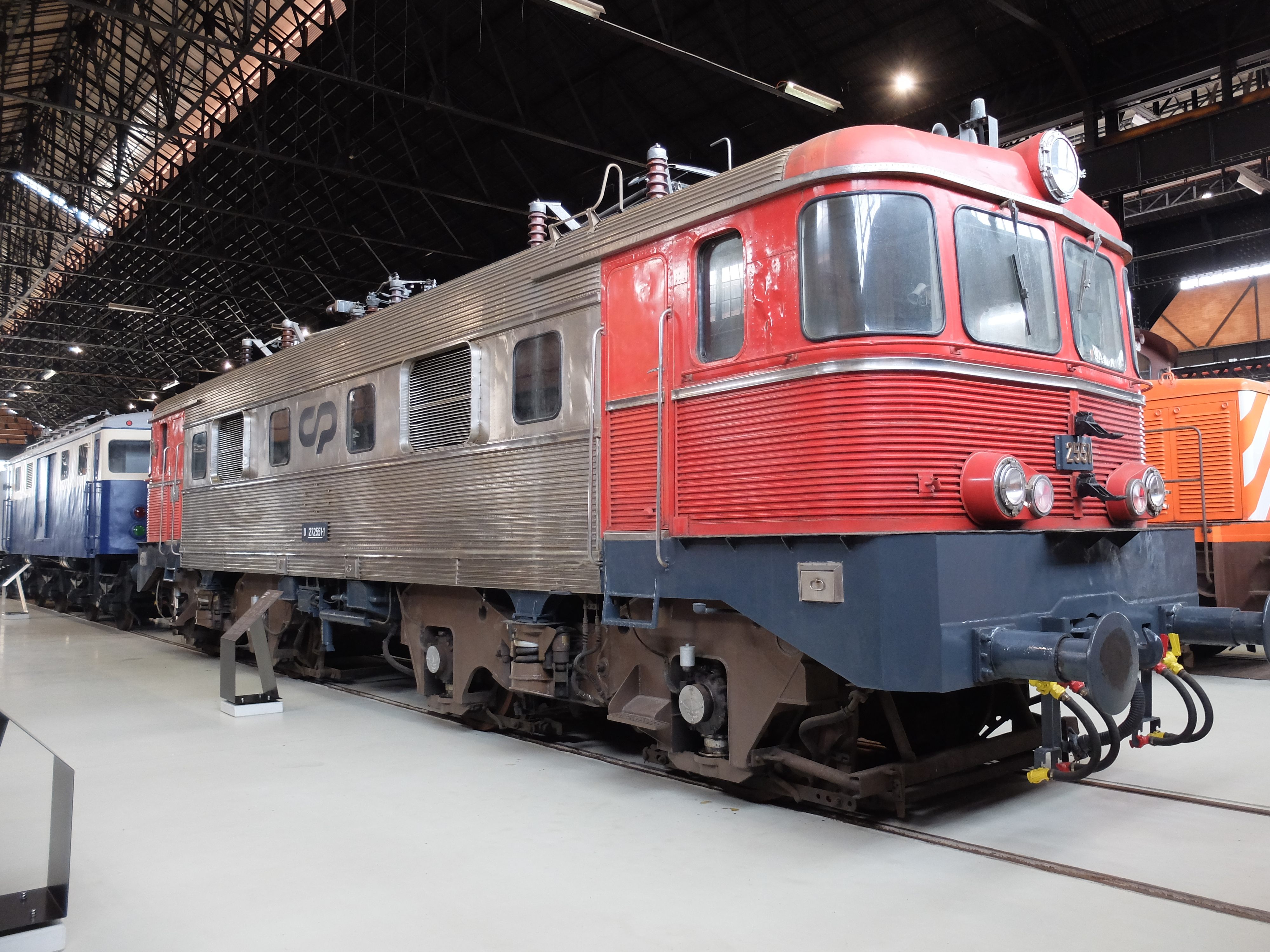
CP 2551

Das Museum wurde 2005 gegründet, mit den Arbeiten am Rundlokschuppen 2007 begonnen. Ebenfalls 2007 eröffnete ein erster Ausstellungsbereich, 2008 dann die Ausstellung im Rundlokschuppen.
Neben den weiter laufenden Ausbauarbeiten wurde die Betreuung der Sammlung und die Öffentlichkeitsarbeit vorangetrieben, 2010 eine Website eingerichtet, seit 2011 erscheint die Zeitschrift Comboios em Linha. 2010 erhielt das Museum für das Projekt Audio Multimedia Guides einen Preis des Internationalen Museumsrates (ICOM). 2013 wurde der historische Präsidentenzug restauriert, abschließend fand eine Einweihungsfahrt statt. Der Zug kam dann 2014 auch für mehrere Werbefahrten für das Museum zum Einsatz. In diesem Jahr wurde das Museum für die Konservierung und Restaurierung des Präsidentenzuges durch den portugiesischen Museumsverband (APOM) ausgezeichnet, 2017 für seine „Arbeit im Bereich Museologie“. Am 18. Mai 2015 wurde das nun auch baulich vollendete Museum eingeweiht. Vom 28. bis 30. September 2018 fand erstmals das Dampflokomotiven-Festival statt.

## Organisation
Das Museum wird von der Fundação Museu Nacional Ferroviário Armando Ginestal Machado (FMNF) verwaltet. Zweck der Stiftung sind Erforschung, Erhalt und Präsentation des historischen, kulturellen und technologischen Erbes der portugiesischen Eisenbahnen, die Gewährleistung des Zugangs der Öffentlichkeit zu den entsprechenden Museen- und Archiven sowie die Einrichtung und Verwaltung des Nationalen Eisenbahnmuseums.
Das Museum verfügt über eine Reihe von Zweigstellen im ganzen Land:
- Eisenbahnmuseum Bragança
- Eisenbahnmuseum Chaves
- Eisenbahnmuseum Estremoz
- Eisenbahnmuseum Lagos
- Eisenbahnmuseum Lousado
- Eisenbahnmuseum Macinhata do Vouga
- Eisenbahnmuseum Santarém
- Eisenbahnmuseum Valença

Das Nationale Eisenbahnmuseum bietet als Möglichkeit für Interessierte, sich als Ehrenamtlicher im Museum zu engagieren.

## Sammlung

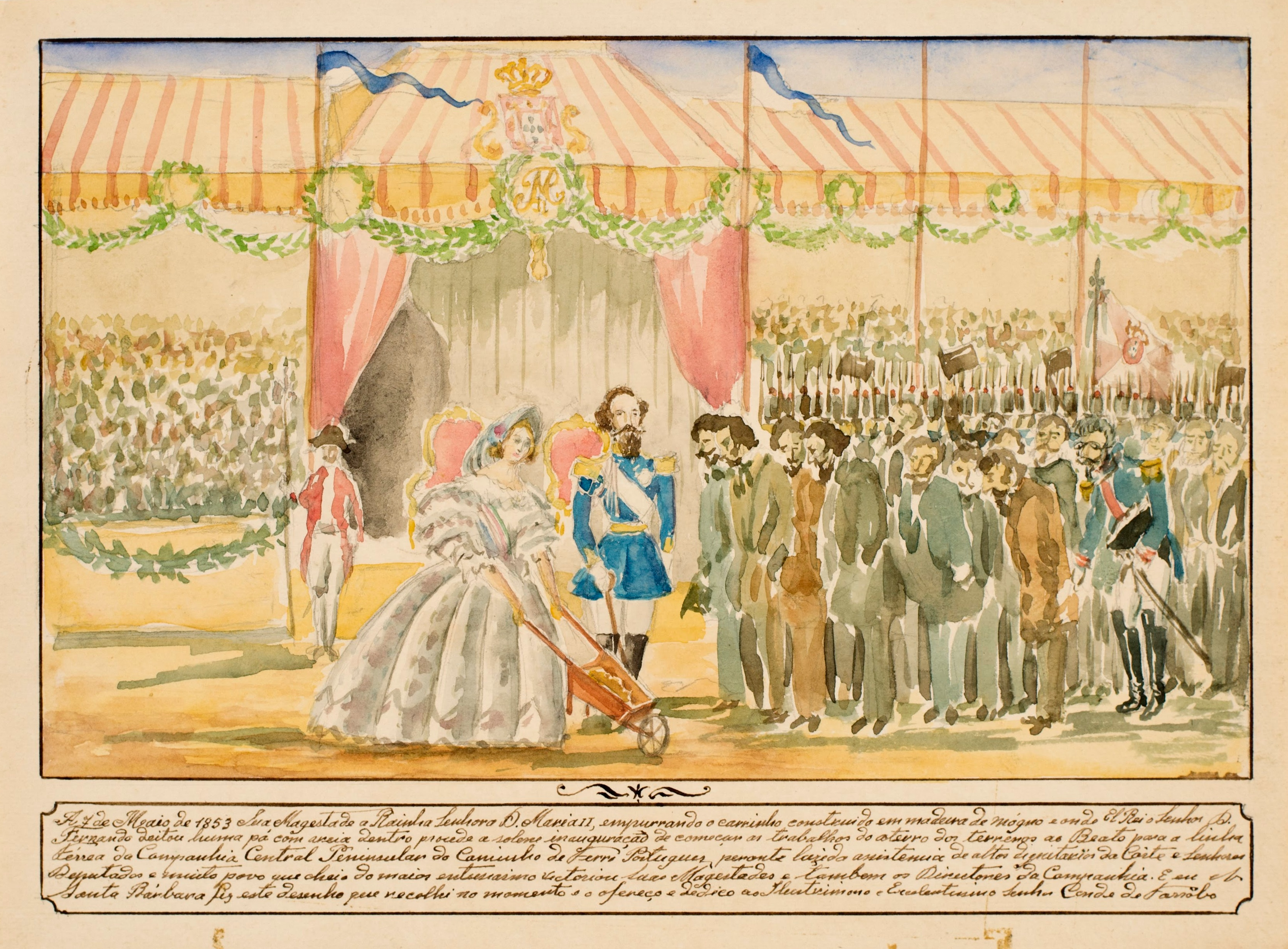
Königin Maria II. und König Ferdinand II. von Portugal beim ersten Spatenstich anlässlich des Beginns des Baus der ersten Eisenbahn in Portugal 1853

Der erste Zug in Portugal fuhr 1856. Zahlreiche Objekte, die die Geschichte der portugiesischen Eisenbahn seit damals illustrieren, gehören zum Bestand der Sammlung. Diese umfasst rund 36000 Objekte aus den Bereichen rollendes Material, Gleis- und Fahrleitungs-, Werkstatt-, Kommunikations-, Informations-, Signal-, Bahnhofs-, Büro-, und Fahrkartenverkaufsausrüstung, zu den Themen Schutz und Sicherheit, Catering, Fahrpreise, Gesundheitsversorgung und eine Modellsammlung.
Herausragende Objekte sind Teile des portugiesischen Hofzugs aus dem 19. Jahrhundert und der Präsidentenzug aus dem 20. Jahrhundert.

## Ausstellung und Gebäude

### Armazém de Víveres
Das Armazém de Víveres (Gemüselager) diente jahrzehntelang zur Versorgung der zahlreichen Eisenbahner und ihrer Familien in der Stadt mit Gemüse zu günstigen Preisen. Es wurde 1939 von dem renommierten Architekten José Ângelo Cottinelli Telmo entworfen. Heute beherbergt es außer einer Ausstellungsfläche den Besucherempfang (Kasse, Shop, Cafeteria, WC) sowie Raum für Wechselausstellungen. In diesem Gebäude beginnt der Rundgang mit Objekten und Informationen zu den Anfängen der Eisenbahn in Portugal und darüber hinaus. Weiter werden Themen der Eisenbahninfrastruktur vorgestellt, Brücken, Tunnel und Bahnhöfe sowie die sozialen Dienste für Eisenbahner, wie Lehrlingsschulen, medizinische Dienste oder Ferienlager. Auch die einzelnen Eisenbahnberufe werden vorgestellt.
Hier findet sich auch die Miniatur-Dampflokomotive La Liliputienne, eine Spielzeuglokomotive, die der französische König Louis-Philippe (1773–1850) der portugiesischen Königsfamilie schenkte, und weitere Modellfahrzeuge.

### Rundlokschuppen

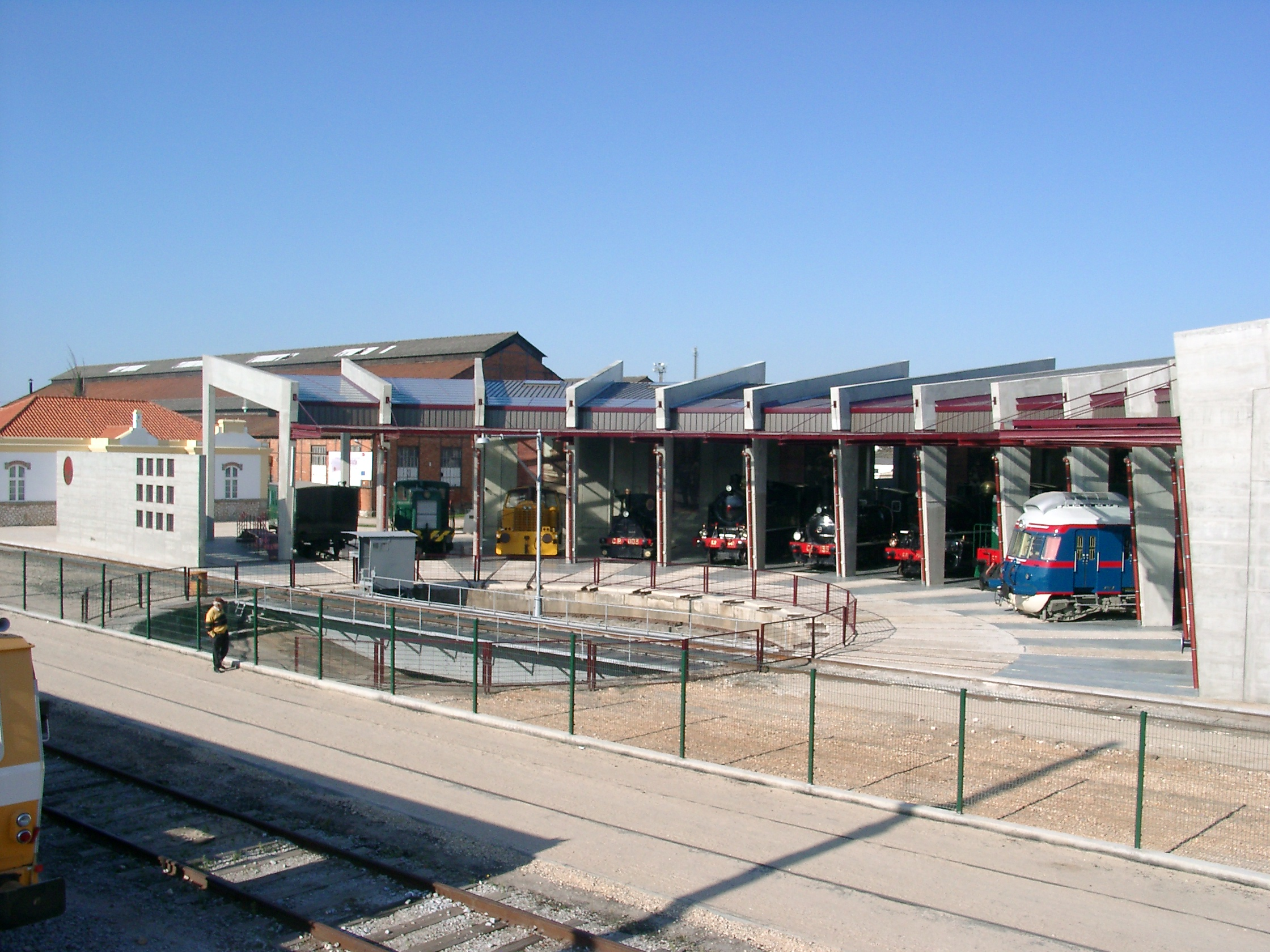
Rundlokschuppen

Der Rundlokschuppen umfasst 14 Gleise. Das Gebäude ist ein Neubau, da die historische Anlage 1976 weitgehend abgerissen wurde. Nur die Drehscheibe gehört noch zum Altbestand. Im Rundlokschuppen werden vor allem Fahrzeuge gezeigt, so mehrere Dampflokomotiven aus dem 19. und 20. Jahrhundert, die in chronologischer Reihenfolge ausgestellt sind, wobei die älteste, CP 135, von 1881 stammt.

### Dampflokomotiv-Werkstätte

Fahrzeuge des Hofzuges

Das Gebäude umfasst die Hallen 13–15. Die Halle 13 stammt von 1907 und wurde als Reparatur-Halle für Dampflokomotiven errichtet. 1915 oder davor wurde parallel die Halle 14 für den gleichen Zweck angebaut. Später wurde dem Ensemble noch die Halle 15 angefügt. Insgesamt umfassen die Hallen fünf Gleisstränge.
In Halle 13 befindet sich die Ausstellung über den Schiffsverkehr in der Regie der portugiesischen Eisenbahnen, das Aufkommen der Diesel- und Elektrolokomotiven, die Zugsicherung und Eisenbahnsignale sowie die sozialen und wirtschaftlichen Konsequenzen des Aufkommens der Eisenbahn, mit Schwerpunkten auf Freizeit und des Massentourismus. Weiter beherbergt Halle 13 eine zweite Fläche für Wechselausstellungen. In Halle 13 findet sich auch der „Königliche Zug“, vier erhaltene Fahrzeuge des portugiesischen Hofzugs.
In den Hallen 14 und 15 stehen weitere Fahrzeuge aus dem 19. und 20. Jahrhundert, darunter der Präsidentenzug, der zwischen 1910 und 1970 dem portugiesischen Staatspräsidenten und der Regierung des Landes diente.
Zu sehen sind weiter Diesel- und Elektrotriebfahrzeuge, Fahrzeuge für den Dienstbetrieb (Schienendrehkran, Inspektionswagen, Draisinen) und Personenwagen.
Ein Anbau an Halle 14 zeigt die Maschinen der Eisenbahnwerkstätte von Figueira da Foz, in der alle Arten von Instandhaltung, Änderungen und Reparaturen an Fahrzeugen durchgeführt wurden. Die Werkstätten wurde am 1. August 1882 eingeweiht und stellten ihre Tätigkeit 2011 ein.